# GSC3986-2224
GSC3986-2224 — хімічно пекулярна зоря спектрального класу F0, що має видиму зоряну величину в смузі V приблизно 10,5.

## Пекулярний хімічний склад
Зоряна атмосфера GSC3986-2224 має підвищений вміст 
Si
.